# Бгаґья Абейратне
Бгаґья Абейратне (синг. භාග්‍යා අබේරත්න) — екологічна активістка Шрі-Ланки. У березні 2021 року вона привернула широку увагу ЗМІ за викриття вирубки лісів заповідника Сінхараджа, що входить до списку всесвітньої спадщини ЮНЕСКО.

## Освіта
Абейратне здобула початкову та середню освіту в Національній школі Рахула в Годакавели. У 2020 році вона склала іспити на підвищений рівень.

## Активізм
Абейратне взяла участь у Lakshapathi, реаліті-шоу, що транслювався на Sirasa TV, і зробила одкровення про ліс Синхараджа. Вона стверджувала, що навколишні ліси Синхараджа піддалося вирубці. Її коментарі щодо Сінхараджі були перевірені відповідними органами, а в її резиденції поліцейські здійснили обшук, щоб записати висловлювання її зауважень. Урядові чиновники спростували звинувачення Абейратне, а також погрожували їй і рекомендували не брати участь у цьому питанні, не знаючи справжніх фактів.
Вона також стала об'єктом обговорення в соціальних мережах, і її порівняли зі шведською екологічною активісткою Ґретою Тунберг.  Кілька активістів закликали уряд припинити розслідування та триваючі переслідування, спрямовані на Абейратне.